# Garth Brooks
Troyal Garth Brooks (n. 7 februarie 1962, Tulsa, Oklahoma, Statele Unite) este un muzician american de muzică country. S-a bucurat de o mare popularitate în anii 1990.

## Discografie
Albume de studio
- 1989: Garth Brooks
- 1990: No Fences
- 1991: Ropin' the Wind
- 1992: The Chase
- 1993: In Pieces
- 1995: Fresh Horses
- 1997: Sevens
- 1999: Garth Brooks in... the Life of Chris Gaines
- 2001: Scarecrow
- 2005: The Lost Sessions
- 2014: Man Against Machine

Altele/compilații
- 1994: The Garth Brooks Collection
- 1994: The Hits
- 1998: Double Live
- 2007: The Ultimate Hits